# Història de la filosofia

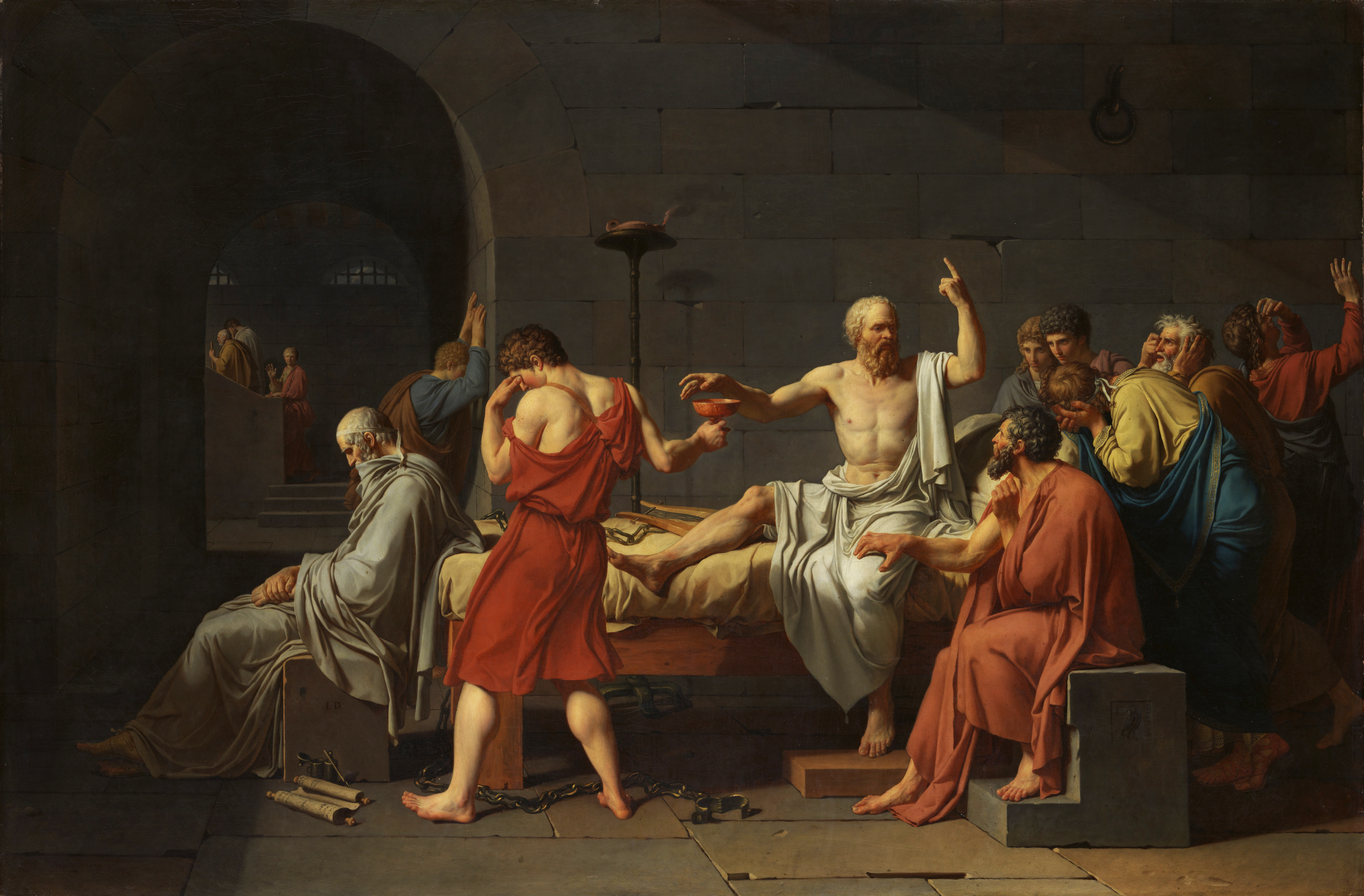
La mort de Sòcrates, representada per Jacques-Louis David.

La història de la filosofia és el conjunt de problemes i pensadors que han dominat el pensament al llarg dels segles, amb influències constants entre períodes i relectures de les afirmacions de filòsofs anteriors. És difícil parlar d'una sola història de la filosofia, però, ja que al marge de la divisió entre filosofia oriental i filosofia occidental, cada disciplina de la filosofia té la seva pròpia evolució i sovint els avenços es deuen a altres ciències afins.
No obstant això, es poden establir grans períodes, marcats per una manera de fer i un conjunt de temes com a preocupacions centrals:
- Filosofia antiga: nascuda a Grècia per l'intent de racionalitzar la mitologia. Assenta les bases de totes les disciplines, el centre de recerca és l'home i la seva relació amb el cosmos (de manera que sorgeixen les preguntes clau de què vol dir ésser i com ha d'actuar l'home civilitzat). Hi ha un transvasament total entre filosofia i la ciència incipient.

- Filosofia medieval: preocupada bàsicament per la relació entre pensament racional i religió, està dividida en diverses branques segons les creences dels pensadors i mostra una gran dependència de la filosofia antiga.

- Filosofia moderna: impulsada per l'auge de la ciència, el centre d'interès es desplaça cap al coneixement i els seus límits, incloent-hi l'ètica com a camp de coneixement moral. Comencen les divisions en escoles segons nacionalitats.

- Filosofia contemporània: neix amb l'anomenat gir lingüístic, que qüestiona l'ús de la llengua ordinària. La majoria de problemes filosòfics tradicionals es redueixen a una qüestió semàntica. S'impulsa per aquest motiu la lògica (en relació amb l'avenç de les matemàtiques i la computació). Sorgeixen noves subdisciplines, el pensament s'especialitza i rep influències ben diverses.

No hi ha un acord unànime sobre una divisió temporal estricta en la filosofia occidental, tot i que és més o menys acceptada una divisió segons els períodes tradicionals de la història occidental: edat antiga, edat mitjana, Renaixement, edat moderna i edat contemporània. No obstant això, hi ha qui creu que la filosofia moderna i contemporània formen un únic bloc, o bé que la filosofia medieval és només la visió religiosa de les qüestions de la filosofia antiga. D'altres pensadors afirmen que no es pot assimilar l'evolució de les etapes filosòfiques a les edats de la història.

## Filosofia antiga (600 aC - 500 dC)

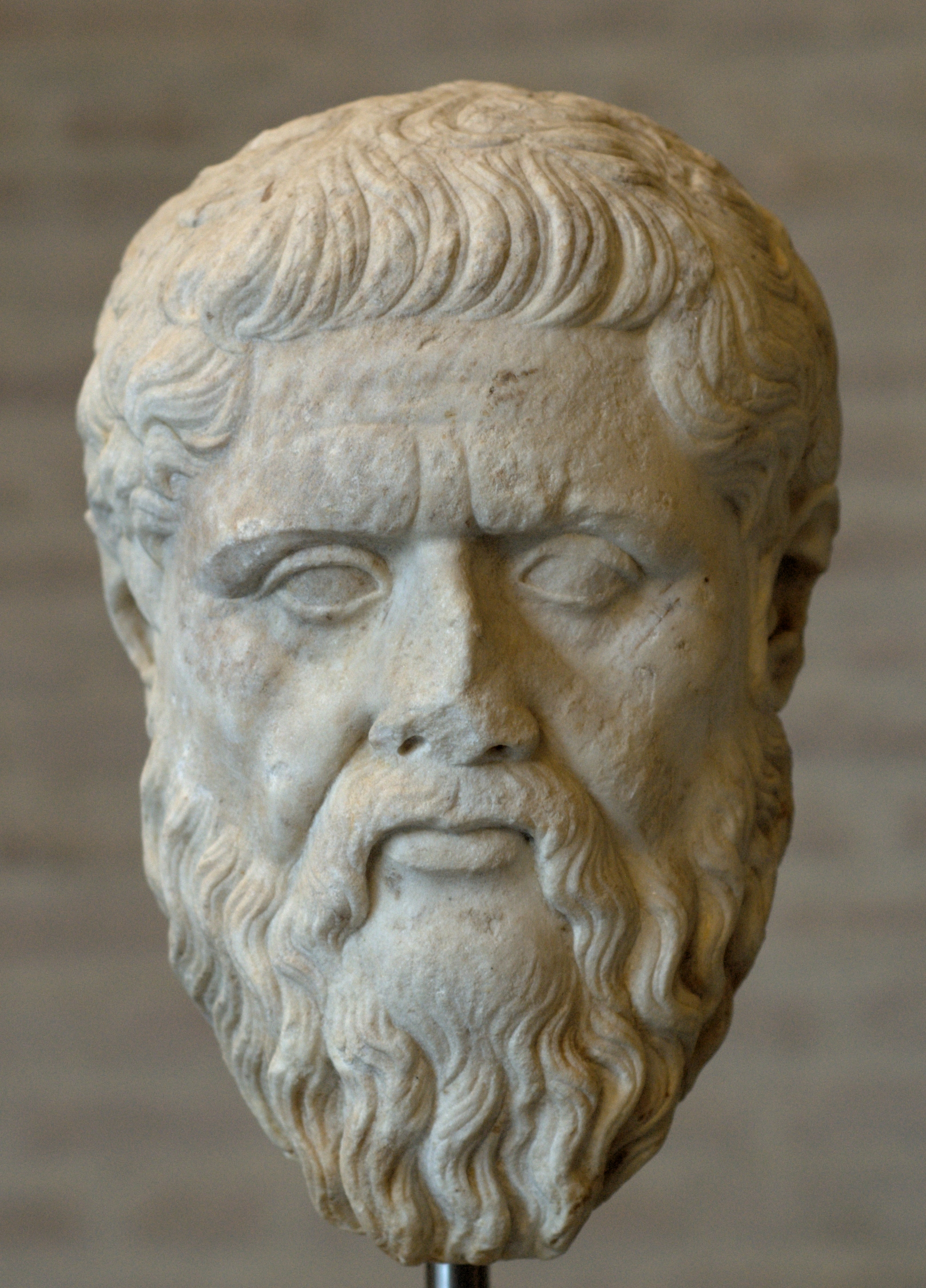
Cap de Plató, a la gliptoteca de Múnic.

La filosofia antiga és la filosofia del món grecoromà, desenvolupada des del segle vi aC fins al segle iv dC. Suposa el naixement de la filosofia com a tal a Occident, a l'antiga Grècia. Usualment se subdivideix en quatre períodes: el període presocràtic (del 600 al 450 aC), el període de Sòcrates, Plató, Aristòtil (del 450 al 300 aC), la filosofia hel·lenística, o postaristotèlica (del 300 al 100 aC), i la filosofia romana (del 100 al 500 dC). A vegades s'estableixen altres divisions, com ara la que considera com un període distint els filòsofs cristians i neoplatònics. Els pensadors més influents d'aquest període de cara a la filosofia posterior són Plató i Aristòtil.
Els temes generals de la filosofia antiga són: intentar entendre les causes fonamentals i els principis de l'Univers, i buscar-ne una explicació econòmica i uniforme; intentar reconciliar la diversitat i el canvi observat a la naturalesa amb la unitat i la possibilitat d'obtenir un coneixement fix i cert sobre ella (el problema de la unicitat respecte a la multiplicitat, exemplificat típicament amb el debat entre Heràclit i Parmènides); com tractar els objectes que no poden ser percebuts pels sentits, com ara els nombres, els elements clàssics, els universals i els déus; la preocupació ètica per la virtut, i la importància de comprendre el coneixement necessari per adquirir-la, etc. En aquest període s'estableixen els punts fonamentals del mètode filosòfic: un apropament crític als punts de vista establerts, i l'ús encoratjat de la raó i l'argumentació.
Alguns dels filòsofs més coneguts d'aquest període són, entre d'altres, els presocràtics Tales, Anaximandre, Pitàgores, Parmènides i Demòcrit, els ja esmentats Sòcrates, Plató i Aristòtil, els fundadors dels principals sistemes de la filosofia hel·lenística Epicur i l'epicureisme, Zenó i l'estoïcisme, Pirró d'Elis i l'escepticisme, i també Diògenes de Sinope -tot i no ser-ne el fundador, és un dels més coneguts representants- i el cinisme, al costat d'altres grans pensadors com Euclides i Arquimedes. Finalment, en el període romà, hi ha Ciceró, Lucreci, Sèneca, Filó d'Alexandria, Plotí -figura fonamental del neoplatonisme- i Procle, entre d'altres.

## Filosofia medieval (500 dC - 1350 dC)

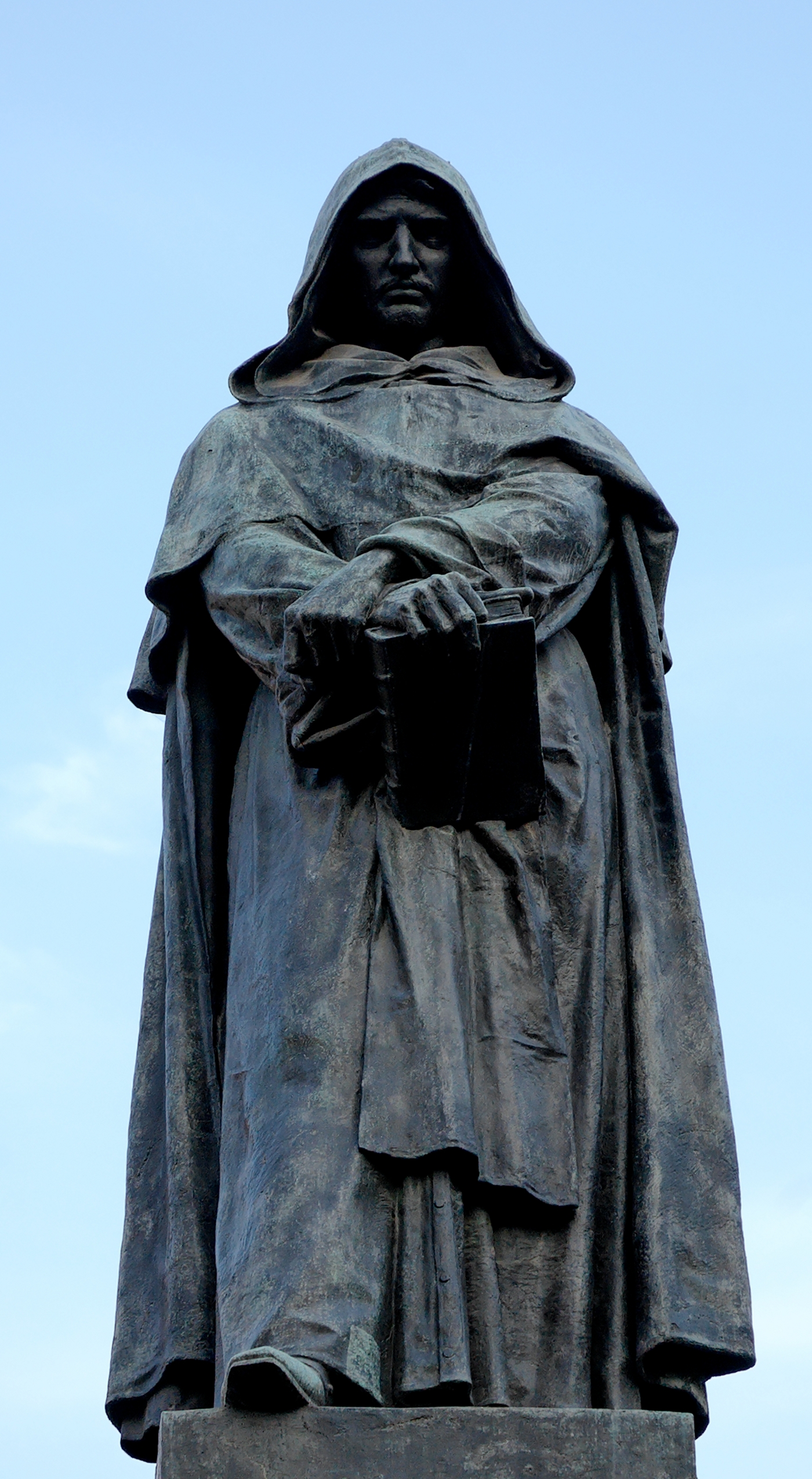
Giordano Bruno, cremat a la foguera per la Inquisició romana, va aprofundir en la revolució copernicana, defensant que l'Univers en què vivim és infinit, i va extreure conseqüències morals d'aquest fet que el van enemistar amb les Esglésies.

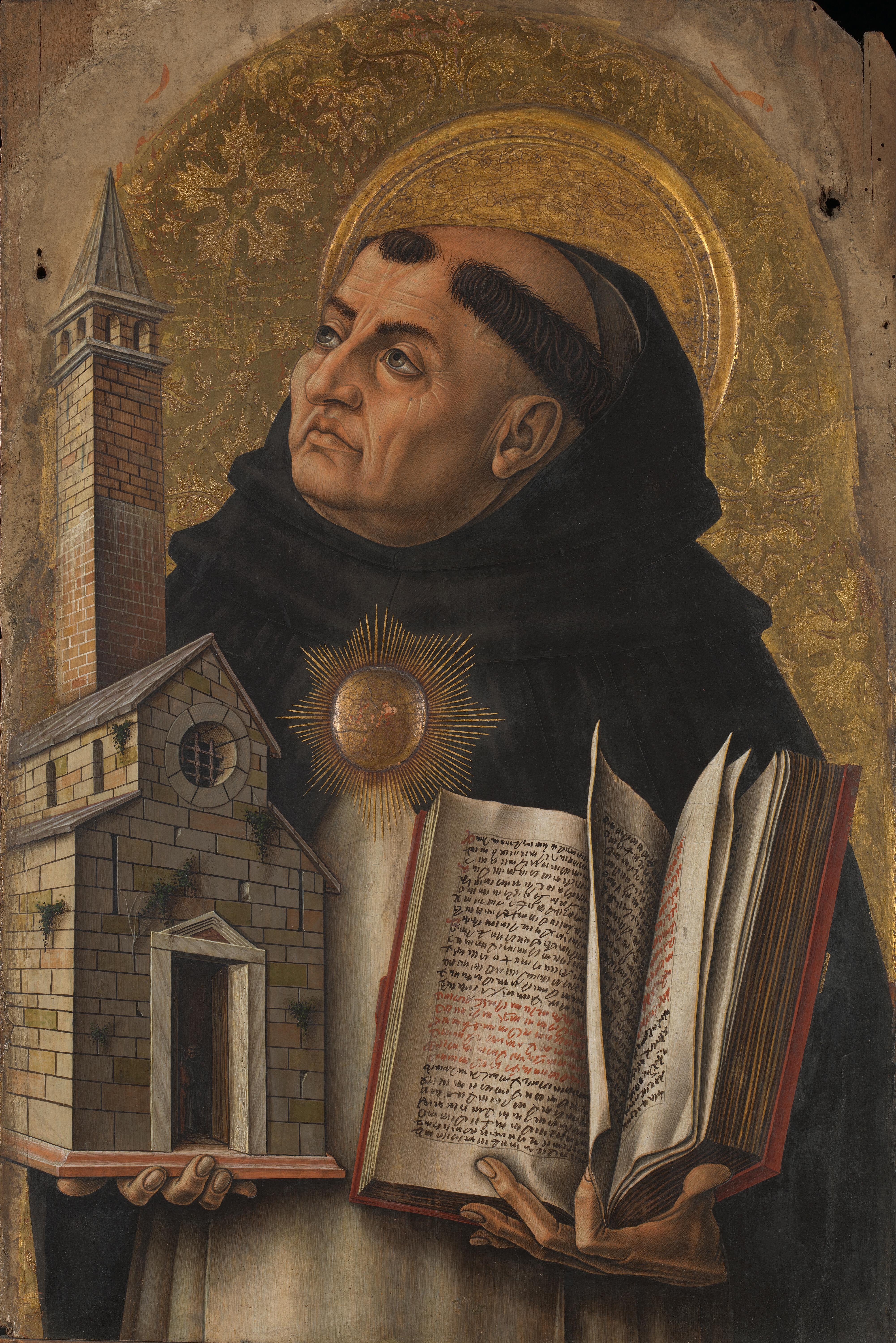
Tomàs d'Aquino donà cinc demostracions de l'existència de Déu i inicià el tomisme, moviment que l'Església Catòlica consideraria la gran defensa del cristianisme en l'àmbit de la filosofia.

La filosofia medieval és la filosofia desenvolupada fonamentalment a l'Europa Occidental i l'Orient Pròxim durant el període comprès aproximadament entre la caiguda de l'Imperi Romà fins al Renaixement. A grans trets, la filosofia medieval està caracteritzada per la recepció de la filosofia hel·lènica (i especialment, del neoplatonisme) en els àmbits cultes de les societats cristianes, islàmiques i jueves, i també per l'adaptació de la filosofia al marc propi de cada religió monoteista.
En aquest període es discuteix especialment la possible conciliació o divergència entre la fe i la raó, l'existència i unicitat de Déu, el problema del coneixement humà -i particularment, el gran problema dels universals-, l'objecte de la teologia i la metafísica, etc.
Entre els filòsofs medievals es troben diversos filòsofs cristians, com Agustí d'Hipona, Escot Eríugena, Pere Abelard, Anselm de Canterbury, Joan Duns Escot, Tomàs d'Aquino, i Guillem d'Occam, també filòsofs musulmans, com Al-Farabi, Avicenna, Avempace, Ibn Tufail o Averrois, i filòsofs jueus, com Maimònides, Ibn Gabirol i Gersònides.

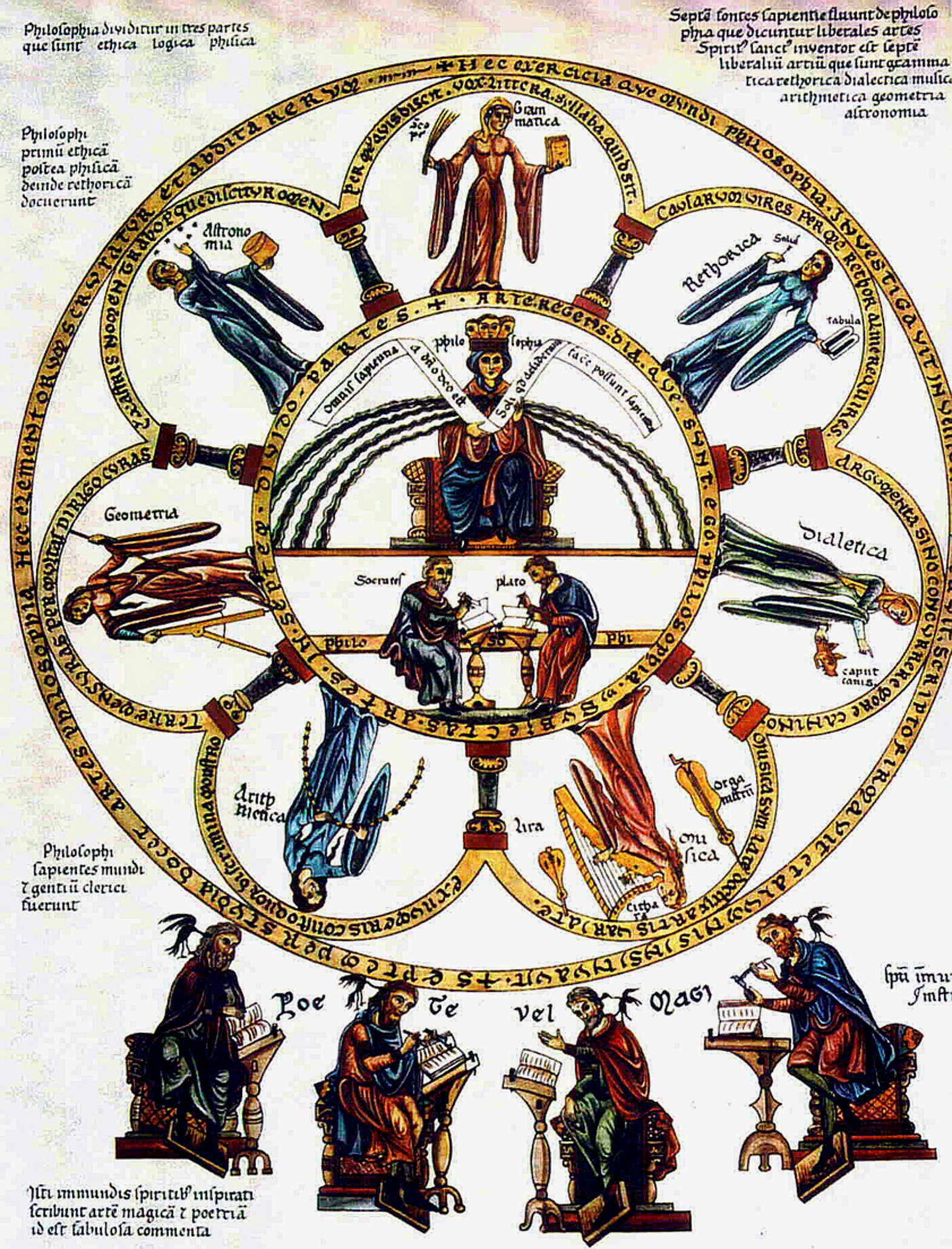
La filosofia asseguda entre les set arts liberals, segons una il·lustració del.

Tota la filosofia medieval té caràcter religiós i la majoria de filòsofs són teòlegs. Filosofia i teologia van estar lligades durant tota l'edat mitjana. Com que tenir fe era sinònim de conèixer, l'escolàstica era, en el fons, la comprensió de la fe. Durant l'edat mitjana, la filosofia va desenvolupar-se tenint com a objectiu establir un equilibri entre el racionalisme grec i el nou pensament medieval. Calia posar sobre la mateixa taula els principis de la lògica i el raonament amb la revelació divina. Pot l'home, a través de la raó i els sentits, arribar al coneixement i a la veritat de Déu? Aquest enfrontament entre dogma i dialèctica marcaran els inicis del pensament filosòfic medieval. Agustí d'Hipona aporta els fonaments de la teologia i l'antropologia cristianes.
La relació entre la fe religiosa i la raó, les demostracions de l'existència de Déu i el problema dels universals ocuparan bona part del treball filosòfic. Paral·lel amb aquesta qüestió, a poc a poc, anant contra les teories realistes que defensen l'existència dels Universals, es va imposant a poc a poc el nominalisme, que els nega explícitament.
L'aristotelisme s'imposa com a paradigma filosòfic i científic a partir del segle xiii. En l'adopció parcial de l'aristotelisme per part del cristianisme són importants Averrois i Tomàs d'Aquino, entre d'altres.
En tota l'edat mitjana predominen, en l'astronomia, les teories geocèntriques d'Aristòtil, Eudox de Cnidos i el matemàtic Ptolemeu; es pot dir que, fins ja passada l'edat mitjana amb Copèrnic i Galileo Galilei, amb el mètode científic, no es van deixar enrere definitivament les opinions sobre l'astronomia i el moviment dels planetes.

## Filosofia renaixentista (1350 - 1600)
El Renaixement és un període de transició entre la filosofia-teologia de l'edat mitjana i el pensament modern. En aquest període, el llatí comença a perdre el seu paper de llengua principal de discussió filosòfica. L'estudi dels clàssics (especialment de Plató i del neoplatonisme), i de les arts humanes, com la història i la literatura, recobra la popularitat.
Els filòsofs es desmarquen del període anterior, que consideren que ha privat l'home de la seva llibertat, i fan dures crítiques a l'Església per haver negat als homes la possibilitat de comunicar-se directament amb Déu. És per això que els conceptes d'humà i de dignitat serien l'objecte central de la reflexió filosòfica, de forma especialment notable en Montaigne i en Pico della Mirandola.
Al Renaixement es renova també l'interès per la filosofia natural: en són exemples els treballs de Nicolau de Cusa i Giordano Bruno. La naturalesa és vista d'una manera màgica -en Pico della Mirandola i Ficino, per exemple-, en part perquè el sistema científic aristotèlic, tan usat durant l'edat mitjana, ha perdut la seva credibilitat. Així, l'alquímia busca les connexions ocultes entre els elements del cosmos, i la forma d'assolir la perfecció material i espiritual, com queda patent en les obres de Paracels i també Ramon Llull.
La filosofia ètica i política reviu de la mà de Nicolau Maquiavel i les utopies de Thomas More i Tommaso Campanella i Francis Bacon. Tot aquest moviment filosòfic influiria en el si del cristianisme, i estaria íntimament lligat amb la Reforma protestant (Petrus Ramus).

### Ontologia i metafísica
A la filosofia renaixentista es va viure un auge de l'anomenada filosofia natural, molt emparentada amb la ciència, que intentava analitzar de manera racional la realitat a la llum de la redescoberta dels escrits d'Aristòtil de les darreries de l'edat mitjana, que van seguir comentant-se i traduint-se. Igualment va seguir conreant-se àmpliament la lògica, entesa com a llenguatge per preparar la ment per a l'estudi acurat del món.
Un dels temes fonamentals en l'ontologia renaixentista és la noció de canvi, entès com a procés natural del qual cal copsar les lleis que el regeixen i que, aquestes sí, són immutables i fixades per Déu. Giordano Bruno va desembocar en un panteisme considerat herètic en afirmar que la divinitat estava present en totes les coses físiques justament per l'existència d'aquestes lleis. Copèrnic i Galileu van estudiar el moviment com a centre de la preocupació científica. La Inquisició va frenar el desenvolupament d'aquests corrents.
Al món hispànic, on triomfaria la Contrareforma, es va practicar un aristotelisme molt teològic, amb autors com Francisco de Vitoria i la seva Escola de Salamanca. En aquests pensadors la metafísica prenia pes per sobre de les explicacions sobre el món material, pel lloc central que Déu ocupava en les explicacions sobre com estava feta la Creació. Francisco Suárez és un dels màxims exponents d'aquest corrent. A Itàlia, el neoplatonisme de Ficino i els seus successors es pot emmarcar en la mateixa tendència.

## Filosofia moderna (1600 - 1900)
La filosofia moderna neix de l'escepticisme respecte a la filosofia renaixentista, fet que possibilita la creació de la ciència moderna: un dels principals centres d'interès és la polèmica entre el racionalisme i l'empirisme, entre la realitat i l'experiència. Els filòsofs moderns valoren les implicacions filosòfiques de les noves ciències naturals en temes com el lliure albir i Déu, o la naturalesa de la ment i la seva relació amb el cos. La filosofia està molt influïda per la ciència i les matemàtiques, i en particular, la reflexió ètica s'allunya de la religió i es lliga tant amb la política com amb la raó.
A vegades se subdivideix aquest període en dos: un primer que comprèn el període que comença amb Descartes i arriba fins a la Il·lustració, i un segon període en què l'idealisme racionalista pren noves formes, i que arriba fins a Nietzsche. Alguns dels més coneguts pensadors del primer període són Hobbes, Descartes, Locke, Spinoza, Leibniz, Berkeley, Rousseau, Hume i Kant. El segon període, que comença després de Kant, comprèn els idealistes alemanys com Fichte, Hegel, i Friedrich Schelling, i els romàntics, com Goethe.
A partir del debat sobre l'idealisme, i especialment després de l'últim intent de construcció d'un gran sistema filosòfic, per part de Hegel, s'obren diversos camins per a la filosofia, que influirien notablement el segle posterior. Karl Marx comença, amb el marxisme, l'estudi de la filosofia social materialista. La feina de Frege en el camp de la lògica i de Sidgwick en ètica proporcionen les eines per a la filosofia analítica. Husserl inicia l'escola de la fenomenologia, i Peirce i William James la del pragmatisme. Per la seva banda, Kierkegaard i Nietzsche assenten les bases per a l'existencialisme.

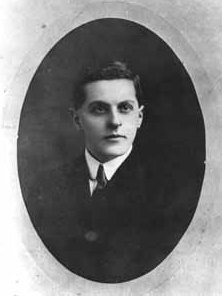
Ludwig Wittgenstein fou un dels grans representants de la filosofia analítica. Va treballar en lògica, filosofia del llenguatge, filosofia de les matemàtiques i filosofia de la ment.

## Filosofia contemporània (des del 1900)
La filosofia contemporània s'ha separat en dues grans postures: la filosofia analítica i la filosofia continental, tot i que alguns filòsofs, com Richard Rorty, han afirmat que aquesta divisió és perjudicial per a la filosofia i han intentat un mètode combinat.
En el món anglòfon, l'escola dominant ha estat la filosofia analítica, que s'inicia amb l'obra de Gottlob Frege, Bertrand Russell i George Edward Moore. Durant la primera meitat del segle xx, ha estat una escola més o menys identificada amb el positivisme lògic, unida per la idea que els problemes filosòfics es podien resoldre per mitjà de la lògica i l'estudi acurat del llenguatge. Durant la segona meitat del segle, aquesta unitat es va perdre, i els filòsofs analítics van quedar units tan sols per línies històriques d'influència i un intent autoimposat d'apostar per la claredat i el rigor. Des d'aproximadament el 1960, la filosofia analítica ha recobrat l'interès en la història de la filosofia, i ha intentat integrar el treball filosòfic amb els resultats científics, especialment en psicologia i ciència cognitiva.
La filosofia continental que s'ha dut a terme al continent europeu, per contra, no ha tingut una sola escola de pensament dominant. Partint de les arrels de l'idealisme alemany, ha rebut molta atenció el mètode fenomenològic de Husserl. També l'existencialisme, un moviment literari i filosòfic que parteix de Kierkegaard i Nietzsche, ha rebut l'aportació de filòsofs com Jean-Paul Sartre, Franz Kafka i Fiódor Dostoievski. Altres moviments com l'hermenèutica de Hans-Georg Gadamer, l'estructuralisme -Michel Foucault, Jacques Lacan-, o el constructivisme de Jacques Derrida s'inclouen en aquesta categoria poc definida.